# Liste der Biografien/Uo
Liste der Biografien |
Portal Biografien |
Personensuche
# |
A |
B |
C |
D |
E |
F |
G |
H |
I |
J |
K |
L |
M |
N |
O |
P |
Q |
R |
S |
T |
U |
V |
W |
X |
Y |
Z |
?
 
Ua |
Ub |
Uc |
Ud |
Ue |
Uf |
Ug |
Uh |
Ui |
Uj |
Uk |
Ul |
Um |
Un |
Uo |
Up |
Uq |
Ur |
Us |
Ut |
Uu |
Uv |
Uw |
Ux |
Uy |
Uz
Die Liste der Biografien führt alle Personen auf, die in der deutschsprachigen Wikipedia einen Artikel haben. Dieses ist eine Teilliste mit 11 Einträgen von Personen, deren Namen mit den Buchstaben „Uo“ beginnt.

## Uo

### Uod
- Uodalfrid († 933), Fürstbischof von Eichstätt; ostfränkischer Reichskanzler

### Uog
- Uogelė, Anicetas (1933–2020), litauischer SchachspielerAnicetas Uogelė (1933–2020)

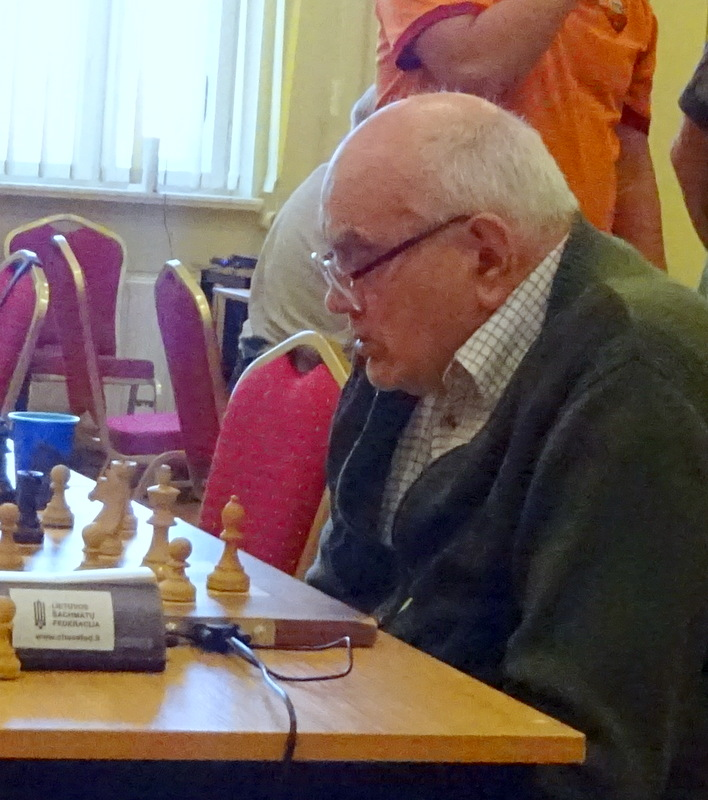
Anicetas Uogelė (1933–2020)

### Uok
- Uoka, Kazimieras (1951–2016), litauischer Politiker und Abgeordneter im Seimas

### Uos
- Uosikkinen, Martti (1909–1940), finnischer Turner
- Uosukainen, Riitta (* 1942), finnische Politikerin, Mitglied des Reichstags und Autorin

### Uot
- Uotila, Aukusti (1858–1886), finnischer Maler
- Uotila, Jukkis (* 1960), finnischer Jazzschlagzeuger
- Uotila, Sami (* 1976), finnischer Skirennläufer
- Uotinen, Jorma (* 1950), finnischer Tänzer und Choreograph
- Uotinen, Pentti (1931–2010), finnischer Skispringer

### Uoz
- Uozato, Naoya (* 1995), japanischer Fußballspieler